# BGL Luxembourg Open 2010
Il BGL Luxembourg Open 2010 è stato un torneo di tennis giocato sul cemento indoor. È stata la 20ª edizione del BGL Luxembourg Open, che fa parte della categoria WTA International nell'ambito del WTA Tour 2010. Il torneo si è giocato a Lussemburgo dal 16 al 24 ottobre 2010.

## Partecipanti WTA

### Teste di serie
| Nazionalità | Giocatore          | Ranking1 | Testa di serie |
| ----------- | ------------------ | -------- | -------------- |
| Russia      | Elena Dement'eva   | 9        | 1              |
| Francia     | Aravane Rezaï      | 15       | 2              |
| Belgio      | Yanina Wickmayer   | 18       | 3              |
| Serbia      | Ana Ivanović       | 29       | 4              |
| Slovacchia  | Daniela Hantuchová | 30       | 5              |
| Svizzera    | Timea Bacsinszky   | 41       | 6              |
| Australia   | Jarmila Groth      | 42       | 7              |
| Germania    | Julia Görges       | 43       | 8              |

- 1Ranking all'11 ottobre 2010.

### Altre partecipanti
Giocatrici che hanno ricevuto una Wild card:
- Elena Dement'eva
- Mandy Minella
- Julija Putinceva
- Virginie Razzano

Giocatrici passate dalle qualificazioni:
- Mona Barthel
- Lucie Hradecká
- Ivana Lisjak
- Kathrin Wörle
- Jill Craybas (Lucky Loser)

## Campionesse

### Singolare
Roberta Vinci batte  Julia Görges con il punteggio di 6–3 6–4.
- È il 1º titolo dell'anno per Roberta Vinci, il 3° della sua carriera.

### Doppio
Timea Bacsinszky /  Tathiana Garbin battono  Iveta Benešová /  Barbora Záhlavová-Strýcová con il punteggio di 6–4 6–4